# فرانک مک‌گراث (هنرپیشه)
بنجامین فرانکلین فرانک مک‌گراث (انگلیسی: Benjamin Franklin "Frank" McGrath؛ ۲ فوریهٔ ۱۹۰۳ – ۱۳ مهٔ ۱۹۶۷) یک هنرپیشه اهل ایالات متحده آمریکا بود.

## گزیده فیلمشناسی
از فیلم‌ها یا برنامه‌های تلویزیونی که وی در آن نقش داشته‌است می‌توان به آثار زیر اشاره کرد.
- ستاره حلبی